# Vinceae
Le Vincee (Vinceae Duby, 1828) sono una tribù di piante della famiglia Apocynaceae, sottofamiglia Rauvolfioideae.

## Tassonomia
La tribù comprende 9 generi suddivisi in sei sottotribù
- Sottotribù Catharanthinae Pichon ex Boiteau, 1981
  - Catharanthus G. Don, 1837
  - Kamettia Kostel., 1834
  - Petchia Livera, 1926

- Sottotribù Kopsiinae Leeuwenb., 1994
  - Kopsia Blume, 1823

- Sottotribù Ochrosiinae Pichon ex Boiteau, 1981
  - Ochrosia Juss, 1789

- Sottotribù Rauvolfiinae Benth. & Hook.f., 1876
  - Rauvolfia L., 1753

- Sottotribù Tonduziinae M.E. Endress, 2014
  - Laxoplumeria Markgr., 1926
  - Tonduzia Pittier, 1908

- Sottotribù Vincinae M.E. Endress, 2014
  - Vinca L., 1853